# Orsay
Orsay is een gemeente in het Franse departement Essonne (regio Île-de-France) en telt 16.236 inwoners (1999). De plaats maakt deel uit van het arrondissement Palaiseau.

## Geografie
De oppervlakte van Orsay bedraagt 8,0 km², de bevolkingsdichtheid is 2029,5 inwoners per km².
De onderstaande kaart toont de ligging van Orsay met de belangrijkste infrastructuur en aangrenzende gemeenten.

## Demografie
Onderstaande figuur toont het verloop van het inwonertal (bron: INSEE-tellingen).

## Geboren
- Guy Demel (13 juni 1981), Ivoriaans voetballer

## Gestorven
- Oswald Mosley (1896-1980), de leider van de British Union of Fascists
- Diana Mosley (1910-2003), een van de Mitford zusters en de vrouw van Oswald Mosley